# Hieronymus Klugkist

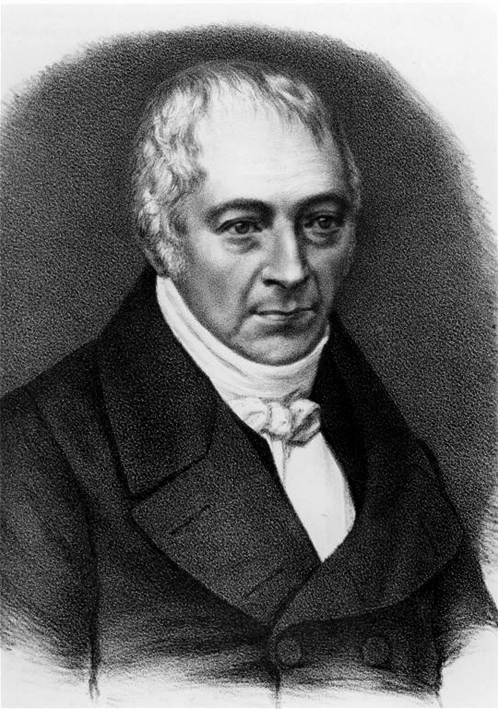
Hieronymus Klugkist
(Lithografie von Friedrich Adolph Dreyer aus dem Kupferstichkabinett der Kunsthalle Bremen)

Hieronymus Klugkist (* 15. März 1778 in Bremen; † 15. Januar 1851 in Bremen) war ein Bremer Senator und Kunstmäzen.

## Biografie
Klugkist kam aus einer Bremer Ratsherrenfamilie. Er studierte nach dem Besuch des Gymnasiums Rechtswissenschaften und promovierte zum Dr. jur. Danach war er um 1806 bis 1815 – also in der französischen Besetzungszeit – Advokat in Bremen. 1815 wurde er Senator und Mitglied am Obergericht von Bremen. Er war unter anderem zuständig für kirchliche Angelegenheiten und für die Unterrichtsverwaltung.
Sein Großvater Bürgermeister Hieronymus Klugkist (1711–1773) kaufte 1750 ein sehr großes Grundstück, das sich von der Horner Heerstraße bis zum Achterdiek erstreckte. Er baute das erste Gutshaus und begann einen Park anzulegen. Einer der späteren Eigentümer von Teilen des Grundstücks war Robert Anton Hinrich Allmers (1872–1951), Direktor der Hansa-Lloyd Werke. 1936 wurde der dazugehörige Park von Bremen  erworben und an den Rhododendronpark angeschlossen. Von 1952 bis 2000 wohnte die Familie von Carl Friedrich Wilhelm Borgward in dem ehemaligen Landgut Focke-Fritze, nun Borgward-Haus genannt.

### Kunsthalle Bremen
Eine Gruppe von zunächst 34 kunstinteressierten Kaufleuten um Klugkist gründeten 1823 den Kunstverein in Bremen. Er schuf dafür die Klugkist-Stiftung. Klugkist sammelte insbesondere Handzeichnungen, Kupferstiche, Radierungen und Holzschnitte von Albrecht Dürer. Seine Sammlung – heute im Kupferstichkabinett der Kunsthalle von großer Bedeutung – vermachte er dem Kunstverein. Auch durch seine Stiftung und zahlreiche andere Mäzene konnte der Verein 1849 die von Lüder Rutenberg geplante Kunsthalle Bremen am Ostertor eröffnen. Der erste Kunstverein in Deutschland, der ein selbst finanziertes Gebäude und eine bürgerliche Sammlung besaß.

### Siedlung Bremer Höhe
Die Siedlung Bremer Höhe in Berlin, Bezirk Pankow, Ortsteil Prenzlauer Berg an der Schönhauser Allee verdankt ihren Namen seiner Tochter Auguste Klugkist und ihrem Mann Victor Huber, die 1849 – mit erheblicher finanzieller Unterstützung von Klugkist – diese Siedlung initiierten und sie deshalb Bremerhöhe nannten.

### Ehrungen
Die Klugkiststraße in Bremen-Schwachhausen wurde nach ihm benannt.